# István Klimek
István Klimek (n. 15 aprilie 1913 – d. 12 noiembrie 1988) a fost un fotbalist român, care a jucat în echipa națională de fotbal a României la Campionatul Mondial de Fotbal din 1934 (Italia).